# سازمان نظام پرستاری ایران
سازمان نظام پرستاری جمهوری اسلامی ایران، (به انگلیسی: Iranian Nursing Organization) سازمانی مستقل و دارای هویت حقوقی است که به منظور تحقق بخشیدن به اهداف و وظایف مقرر در قانون تشکیل گردیده است. این سازمان در بیشتر مراکز استان‌ها دارای هیئت مدیره می‌باشد.
هر دوره فعالیت سازمان نظام پرستاری چهار سال است و اکنون ششمین دوره فعالیت این سازمان است. در نخستین جلسه ششمین دوره شورای عالی نظام پرستاری در ۱۷ دی ۱۴۰۲ با رأی اکثریت اعضای این شورا، محمدتقی جهانپور به عنوان رئیس کل سازمان نظام پرستاری در دوره ششم انتخاب شد. محمد تقی جهانپور ۱۰ تیر ۱۴۰۳ از این سمت استعفا کرد و با رأی اکثریت شورای عالی ششم نظام پرستاری احمد نجاتیان رئیس کل سازمان نظام پرستاری شد.

## تعریف سازمان
طبق تعریف، سازمان نظام پرستاری جمهوری اسلامی ایران، سازمانی مستقل دارای هویت حقوقی که به منظور تحقق بخشیدن به اهداف و وظایف مقرر در قانون تشکیل گردیده است؛ و در حال حاضر بالغ بر صدهزار پرستار به‌طور داوطلبانه عضو این سازمان هستند.